# Dammen (Norra Solberga socken, Småland)
Dammen är en sjö i Nässjö kommun i Småland och ingår i Motala ströms huvudavrinningsområde.